# Éric Lalouette
Éric Lalouette (* 5. Dezember 1951 in Abbeville) ist ein ehemaliger französischer Radrennfahrer.

## Sportliche Laufbahn
Lalouette war im Straßenradsport aktiv. 1970 gewann er die nationale Meisterschaft im Straßenrennen bei den Junioren. Als Amateur gewann er die Ronde de l’Oise 1969, den Circuit de la Vallée de l’Aa 1973, das Rennen Poly Nordiste 1974 sowie den Grand Prix de Nogent-sur-Oise 1975 und 1978. Etappensiege holte er bei den Trois Jours de Lumbres 1971, in der Tour de l’Yonne 1973 und in der Tour de Bretagne Cycliste 1974.
Zweiter wurde er 1972 im Grand Prix des Flandres françaises, bei Paris–Ézy 1974, im Grand Prix de la Ville de Lillers und bei Paris–Rouen 1975. Bei den Mittelmeerspielen 1975 gewann er die Silbermedaille im Mannschaftszeitfahren. Mit der Nationalmannschaft bestritt er das britische Milk Race 1972, die Tour of Scotland 1970 und 1975, die Polen-Rundfahrt 1973, die Internationale Friedensfahrt 1974 (66. Platz). Bei den Straßenradsport-Weltmeisterschaften 1970 wurde er 70., 1975 kam er auf den 10. Rang im Amateurrennen.
1976 und 1977 startete er als Berufsfahrer. Als Profi konnte er keine Erfolge verzeichnen. Danach fuhr er wieder als Amateur. In der Tour de France 1976 wurde er 85. der Gesamtwertung.

## Familiäres
Sein Sohn Kévin Lalouette war ebenfalls Radrennfahrer.